# Ixora uapouensis
Ixora uapouensis är en måreväxtart som beskrevs av David H. Lorence och Warren Lambert Wagner. Ixora uapouensis ingår i släktet Ixora och familjen måreväxter. Inga underarter finns listade i Catalogue of Life.